# Unione Sportiva Salernitana 1949-1950
Questa pagina raccoglie i dati riguardanti l'Unione Sportiva Salernitana nelle competizioni ufficiali della stagione 1949-1950.

## Stagione
La Salernitana disputa un campionato anonimo, in virtù delle partenze di due colonne della squadra, quali il portiere Aldo De Fazio ceduto alla Lazio in Serie A e Carmine Iacovazzo vera bandiera granata, che lascia dopo 11 stagioni, 231 presenze e 3 promozioni. L'allenatore Pietro Piselli viene esonerato dopo la sconfitta con l'Alessandria alla 28ª giornata e sostituito da Arnaldo Sentimenti.

## Divise
La maglia della Salernitana 1949-1950 era composta da una maglietta granata, pantaloncini bianchi e calzettoni neri con righe orizzontali granata.
| Casa |

## Organigramma societario
Fonte
Area direttiva
- Presidente: Marcantonio Ferro
- Segretario: Mario Talento, dal 10/03/1950 Bruno Somma

Area tecnica
- Allenatore: Pietro Piselli, dal 21/03/1950 Arnaldo Sentimenti

Area sanitaria
- Medico Sociale: Gino Bernabò
- Massaggiatore: Alberto Fresa

## Rosa
Fonte
| N. |                   | Ruolo | Calciatore         |
| -- | ----------------- | ----- | ------------------ |
|    | Italia (bandiera) | P     | Carmine Caracciolo |
|    | Italia (bandiera) | P     | Remigio Di Paolo   |
|    | Italia (bandiera) | P     | Mario Gambazza     |
|    | Italia (bandiera) | D     | Spartaco Donati    |
|    | Italia (bandiera) | D     | Pietro Miniussi    |
|    | Italia (bandiera) | D     | Antonio Nonis      |
|    | Italia (bandiera) | D     | Manlio Scopigno    |
|    | Italia (bandiera) | D     | Loris Scopigno     |
|    | Italia (bandiera) | C     | Giorgio Vissani    |
|    | Italia (bandiera) | C     | Oliviero Belcastro |
|    | Italia (bandiera) | C     | Giuliano Casani    |
|    | Italia (bandiera) | C     | Giuseppe Dardo     |
|    | Italia (bandiera) | C     | Aldo Grillo        |

| N. |                   | Ruolo | Calciatore          |
| -- | ----------------- | ----- | ------------------- |
|    | Italia (bandiera) | C     | Fulvio Malacarne    |
|    | Italia (bandiera) | C     | Stefano Malacarne   |
|    | Italia (bandiera) | C     | Rinaldo Settembrino |
|    | Italia (bandiera) | C     | Marcello Taccola    |
|    | Italia (bandiera) | A     | Anselmo Bislenghi   |
|    | Italia (bandiera) | A     | Ercole Castaldo     |
|    | Italia (bandiera) | A     | Giuseppe D'Avino    |
|    | Italia (bandiera) | A     | Dandolo Flumini     |
|    | Italia (bandiera) | A     | Antonio Giorgetti   |
|    | Italia (bandiera) | A     | Aldo Grifone        |
|    | Italia (bandiera) | A     | Domenico La Forgia  |
|    | Italia (bandiera) | A     | Eros Marini         |
|    | Italia (bandiera) | A     | Piero Masoni        |

## Risultati

### Serie B

#### Girone di andata
| Livorno 11 settembre 1949 1ª giornata | Livorno | 0 – 0 referto | Salernitana | Stadio Comunale |

| Salerno 18 settembre 1949 2ª giornata                        | Salernitana | 1 – 1 referto  | Pisa | Stadio Comunale |
| \| \| \| \| \| Taccola 35’ \| Marcatori \| 26’ Trapanelli \| |             |                |      |                 |
|                                                              |             |                |      |                 |
| Taccola 35’                                                  | Marcatori   | 26’ Trapanelli |      |                 |

| Legnano 25 settembre 1949 3ª giornata                | Legnano   | 2 – 0 referto | Salernitana | Stadio di via Carlo Pisacane |
| \| \| \| \| \| Puricelli 76’, 88’ \| Marcatori \| \| |           |               |             |                              |
|                                                      |           |               |             |                              |
| Puricelli 76’, 88’                                   | Marcatori |               |             |                              |

| Salerno 2 ottobre 1949 4ª giornata                                                       | Salernitana | 5 – 0 referto | Spezia | Stadio Comunale |
| \| \| \| \| \| Castaldo 5’ Flumini 52’ D'Avino 54’, 64’ Giorgetti 62’ \| Marcatori \| \| |             |               |        |                 |
|                                                                                          |             |               |        |                 |
| Castaldo 5’ Flumini 52’ D'Avino 54’, 64’ Giorgetti 62’                                   | Marcatori   |               |        |                 |

| Salerno 9 ottobre 1949 5ª giornata              | Salernitana | 1 – 0 referto | Empoli | Stadio Comunale |
| \| \| \| \| \| Giorgetti 26’ \| Marcatori \| \| |             |               |        |                 |
|                                                 |             |               |        |                 |
| Giorgetti 26’                                   | Marcatori   |               |        |                 |

| Lodi 16 ottobre 1949 6ª giornata                                      | Fanfulla  | 2 – 1 referto    | Salernitana | Stadio Dossenina |
| \| \| \| \| \| Goldaniga 28’, 44’ \| Marcatori \| 62’ (rig.) Nonis \| |           |                  |             |                  |
|                                                                       |           |                  |             |                  |
| Goldaniga 28’, 44’                                                    | Marcatori | 62’ (rig.) Nonis |             |                  |

| Salerno 23 ottobre 1949 7ª giornata                          | Salernitana | 2 – 0 referto | Alessandria | Stadio Comunale |
| \| \| \| \| \| Settembrino 7’ Taccola 65’ \| Marcatori \| \| |             |               |             |                 |
|                                                              |             |               |             |                 |
| Settembrino 7’ Taccola 65’                                   | Marcatori   |               |             |                 |

| Sesto San Giovanni 30 ottobre 1949 8ª giornata                          | Pro Sesto | 2 – 1 referto | Salernitana | Stadio Breda |
| \| \| \| \| \| Cordioli 10’ Canali 69’ \| Marcatori \| 53’ Giorgetti \| |           |               |             |              |
|                                                                         |           |               |             |              |
| Cordioli 10’ Canali 69’                                                 | Marcatori | 53’ Giorgetti |             |              |

| Vicenza 6 novembre 1949 9ª giornata                                                     | Vicenza   | 1 – 3 referto                           | Salernitana | Stadio Romeo Menti |
| \| \| \| \| \| Gualtieri 79’ \| Marcatori \| 28’ D'Avino 49’ La Forgia 66’ Giorgetti \| |           |                                         |             |                    |
|                                                                                         |           |                                         |             |                    |
| Gualtieri 79’                                                                           | Marcatori | 28’ D'Avino 49’ La Forgia 66’ Giorgetti |             |                    |

| Salerno 13 novembre 1949 10ª giornata                                               | Salernitana | 3 – 1 referto | Modena | Stadio Comunale |
| \| \| \| \| \| Flumini 44’ Giorgetti 58’ D'Avino 72’ \| Marcatori \| 80’ Manenti \| |             |               |        |                 |
|                                                                                     |             |               |        |                 |
| Flumini 44’ Giorgetti 58’ D'Avino 72’                                               | Marcatori   | 80’ Manenti   |        |                 |

| Napoli 20 novembre 1949 11ª giornata                 | Napoli    | 1 – 0 referto | Salernitana | Stadio del Vomero |
| \| \| \| \| \| Soldani 86’ (rig.) \| Marcatori \| \| |           |               |             |                   |
|                                                      |           |               |             |                   |
| Soldani 86’ (rig.)                                   | Marcatori |               |             |                   |

| Salerno 27 novembre 1949 12ª giornata                          | Salernitana | 1 – 1 referto  | SPAL | Stadio Comunale |
| \| \| \| \| \| Bislenghi 54’ \| Marcatori \| 73’ Ciccarelli \| |             |                |      |                 |
|                                                                |             |                |      |                 |
| Bislenghi 54’                                                  | Marcatori   | 73’ Ciccarelli |      |                 |

| Verona 4 dicembre 1949 13ª giornata                          | Verona    | 1 – 1 referto | Salernitana | Stadio Marcantonio Bentegodi |
| \| \| \| \| \| Tavellin 81’ \| Marcatori \| 52’ Giorgetti \| |           |               |             |                              |
|                                                              |           |               |             |                              |
| Tavellin 81’                                                 | Marcatori | 52’ Giorgetti |             |                              |

| Salerno 8 dicembre 1949 14ª giornata                        | Salernitana | 1 – 1 referto | Arsenaltaranto | Stadio Comunale |
| \| \| \| \| \| D'Avino 75’ \| Marcatori \| 87’ Margiotta \| |             |               |                |                 |
|                                                             |             |               |                |                 |
| D'Avino 75’                                                 | Marcatori   | 87’ Margiotta |                |                 |

| Cremona 11 dicembre 1949 15ª giornata                                   | Cremonese | 2 – 1 referto   | Salernitana | Stadio Giovanni Zini |
| \| \| \| \| \| Masoni 41’ Barera 43’ \| Marcatori \| 84’ Settembrino \| |           |                 |             |                      |
|                                                                         |           |                 |             |                      |
| Masoni 41’ Barera 43’                                                   | Marcatori | 84’ Settembrino |             |                      |

| Catania 18 dicembre 1949 16ª giornata            | Catania   | 1 – 0 referto | Salernitana | Stadio Cibali |
| \| \| \| \| \| Ziz 59’ (rig.) \| Marcatori \| \| |           |               |             |               |
|                                                  |           |               |             |               |
| Ziz 59’ (rig.)                                   | Marcatori |               |             |               |

| Salerno 24 dicembre 1949 17ª giornata                                                     | Salernitana | 4 – 1 referto | Siracusa | Stadio Comunale |
| \| \| \| \| \| Giorgetti 24’, 76’ Taccola 30’ D'Avino 85’ \| Marcatori \| 50’ Cavaleri \| |             |               |          |                 |
|                                                                                           |             |               |          |                 |
| Giorgetti 24’, 76’ Taccola 30’ D'Avino 85’                                                | Marcatori   | 50’ Cavaleri  |          |                 |

| Salerno 1º gennaio 1950 18ª giornata            | Salernitana | 1 – 0 referto | Prato | Stadio Comunale |
| \| \| \| \| \| Giorgetti 45’ \| Marcatori \| \| |             |               |       |                 |
|                                                 |             |               |       |                 |
| Giorgetti 45’                                   | Marcatori   |               |       |                 |

| Udine 8 gennaio 1950 19ª giornata                                                                          | Udinese   | 4 – 2 referto           | Salernitana | Stadio Moretti |
| \| \| \| \| \| Zorzi 14’ (rig.), 85’ (rig.) Sloan 20’ Darin 31’ \| Marcatori \| 46’ Castaldo 55’ Marini \| |           |                         |             |                |
| |           |                         |             |                |
| Zorzi 14’ (rig.), 85’ (rig.) Sloan 20’ Darin 31’                                                           | Marcatori | 46’ Castaldo 55’ Marini |             |                |

| Arbitro: | Savio (Torino) |

|  |           |                         |
|  | Marcatori | 36’ Schiavi 61’ Colosio |

| Salerno 22 gennaio 1950 21ª giornata                                 | Salernitana | 2 – 0 referto | Reggiana | Stadio Comunale |
| \| \| \| \| \| Giorgetti 3’ M. Scopigno 6’ (rig.) \| Marcatori \| \| |             |               |          |                 |
|                                                                      |             |               |          |                 |
| Giorgetti 3’ M. Scopigno 6’ (rig.)                                   | Marcatori   |               |          |                 |

#### Girone di ritorno
| Salerno 29 gennaio 1950 22ª giornata           | Salernitana | 1 – 0 referto | Livorno | Stadio Comunale |
| \| \| \| \| \| Castaldo 69’ \| Marcatori \| \| |             |               |         |                 |
|                                                |             |               |         |                 |
| Castaldo 69’                                   | Marcatori   |               |         |                 |

| Pisa 5 febbraio 1950 23ª giornata               | Pisa      | 1 – 0 referto | Salernitana | Arena Garibaldi |
| \| \| \| \| \| Trapanelli 7’ \| Marcatori \| \| |           |               |             |                 |
|                                                 |           |               |             |                 |
| Trapanelli 7’                                   | Marcatori |               |             |                 |

| Salerno 12 febbraio 1950 24ª giornata                             | Salernitana | 1 – 2 referto     | Legnano | Stadio Comunale |
| \| \| \| \| \| Giorgetti 67’ \| Marcatori \| 9’, 76’ Puricelli \| |             |                   |         |                 |
|                                                                   |             |                   |         |                 |
| Giorgetti 67’                                                     | Marcatori   | 9’, 76’ Puricelli |         |                 |

| La Spezia 19 febbraio 1950 25ª giornata       | Spezia    | 1 – 0 referto | Salernitana | Stadio Alberto Picco |
| \| \| \| \| \| Mangini 18’ \| Marcatori \| \| |           |               |             |                      |
|                                               |           |               |             |                      |
| Mangini 18’                                   | Marcatori |               |             |                      |

| Empoli 26 febbraio 1950 26ª giornata                        | Empoli    | 2 – 0 referto | Salernitana | Stadio Carlo Castellani |
| \| \| \| \| \| Gregorin 36’ Calichio 87’ \| Marcatori \| \| |           |               |             |                         |
|                                                             |           |               |             |                         |
| Gregorin 36’ Calichio 87’                                   | Marcatori |               |             |                         |

| Salerno 12 marzo 1950 27ª giornata                            | Salernitana | 2 – 0 referto | Fanfulla | Stadio Comunale |
| \| \| \| \| \| Giorgetti 10’ Bislenghi 19’ \| Marcatori \| \| |             |               |          |                 |
|                                                               |             |               |          |                 |
| Giorgetti 10’ Bislenghi 19’                                   | Marcatori   |               |          |                 |

| Alessandria 19 marzo 1950 28ª giornata                                                        | Alessandria | 3 – 2 referto            | Salernitana | Stadio Giuseppe Moccagatta |
| \| \| \| \| \| Albertelli 22’, 62’ Pernigotti 61’ \| Marcatori \| 82’ Marini 88’ Bislenghi \| |             |                          |             |                            |
|                                                                                               |             |                          |             |                            |
| Albertelli 22’, 62’ Pernigotti 61’                                                            | Marcatori   | 82’ Marini 88’ Bislenghi |             |                            |

| Salerno 26 marzo 1950 29ª giornata                                                    | Salernitana | 3 – 1 referto      | Pro Sesto | Stadio Comunale |
| \| \| \| \| \| Giorgetti 22’, 44’ Bislenghi 79’ \| Marcatori \| 54’ (aut.) Vissani \| |             |                    |           |                 |
|                                                                                       |             |                    |           |                 |
| Giorgetti 22’, 44’ Bislenghi 79’                                                      | Marcatori   | 54’ (aut.) Vissani |           |                 |

| Salerno 2 aprile 1950 30ª giornata                                                         | Salernitana | 3 – 1 referto | Vicenza | Stadio Comunale |
| \| \| \| \| \| Castaldo 17’ Settembrino 31’ Bislenghi 58’ \| Marcatori \| 63’ Quaresima \| |             |               |         |                 |
|                                                                                            |             |               |         |                 |
| Castaldo 17’ Settembrino 31’ Bislenghi 58’                                                 | Marcatori   | 63’ Quaresima |         |                 |

| Modena 9 aprile 1950 31ª giornata                     | Modena    | 1 – 0 referto | Salernitana | Stadio Comunale |
| \| \| \| \| \| Sørensen 43’ (rig.) \| Marcatori \| \| |           |               |             |                 |
|                                                       |           |               |             |                 |
| Sørensen 43’ (rig.)                                   | Marcatori |               |             |                 |

| Salerno 16 aprile 1950 32ª giornata                        | Salernitana | 1 – 1 referto | Napoli | Stadio Comunale |
| \| \| \| \| \| Marini 47’ \| Marcatori \| 82’ Gramaglia \| |             |               |        |                 |
|                                                            |             |               |        |                 |
| Marini 47’                                                 | Marcatori   | 82’ Gramaglia |        |                 |

| Ferrara 23 aprile 1950 33ª giornata                                                          | SPAL      | 4 – 1 referto   | Salernitana | Stadio Comunale |
| \| \| \| \| \| De Vito 52’, 78’ Biagiotti 57’ Colombi 65’ \| Marcatori \| 23’ Settembrino \| |           |                 |             |                 |
|                                                                                              |           |                 |             |                 |
| De Vito 52’, 78’ Biagiotti 57’ Colombi 65’                                                   | Marcatori | 23’ Settembrino |             |                 |

| Salerno 30 aprile 1950 34ª giornata | Salernitana | 0 – 0 referto | Verona | Stadio Comunale |

| Taranto 7 maggio 1950 35ª giornata                                                                                            | Arsenaltaranto | 6 – 3 referto                         | Salernitana | Stadio Valentino Mazzola |
| \| \| \| \| \| Castellano 24’, 60’, 89’ Margiotta 31’, 85’ Bello 49’ \| Marcatori \| 59’ Bislenghi 61’ D'Avino 80’ Flumini \| |                |                                       |             |                          |
| |                |                                       |             |                          |
| Castellano 24’, 60’, 89’ Margiotta 31’, 85’ Bello 49’                                                                         | Marcatori      | 59’ Bislenghi 61’ D'Avino 80’ Flumini |             |                          |

| Salerno 14 maggio 1950 36ª giornata                                                           | Salernitana | 2 – 2 referto             | Cremonese | Stadio Comunale |
| \| \| \| \| \| Donati 37’ M. Scopigno 86’ (rig.) \| Marcatori \| 23’ Granata 81’ Paulinich \| |             |                           |           |                 |
|                                                                                               |             |                           |           |                 |
| Donati 37’ M. Scopigno 86’ (rig.)                                                             | Marcatori   | 23’ Granata 81’ Paulinich |           |                 |

| Salerno 21 maggio 1950 37ª giornata                                                  | Salernitana | 2 – 2 referto         | Catania | Stadio Comunale |
| \| \| \| \| \| M. Scopigno 26’ Becastro 52’ \| Marcatori \| 66’ Messora 80’ Bossi \| |             |                       |         |                 |
|                                                                                      |             |                       |         |                 |
| M. Scopigno 26’ Becastro 52’                                                         | Marcatori   | 66’ Messora 80’ Bossi |         |                 |

| Siracusa 28 maggio 1950 38ª giornata                                                            | Siracusa  | 3 – 1 referto | Salernitana | Stadio Vittorio Emanuele III |
| \| \| \| \| \| Cascio 36’ (rig.) Roccasecca 40’ (rig.) Polo 90’ \| Marcatori \| 49’ Castaldo \| |           |               |             |                              |
|                                                                                                 |           |               |             |                              |
| Cascio 36’ (rig.) Roccasecca 40’ (rig.) Polo 90’                                                | Marcatori | 49’ Castaldo  |             |                              |

| Prato 4 giugno 1950 39ª giornata                                                | Prato     | 1 – 3 referto                  | Salernitana | Stadio Lungobisenzio |
| \| \| \| \| \| Cappellini 38’ \| Marcatori \| 44’, 53’ Flumini 83’ La Forgia \| |           |                                |             |                      |
|                                                                                 |           |                                |             |                      |
| Cappellini 38’                                                                  | Marcatori | 44’, 53’ Flumini 83’ La Forgia |             |                      |

| Salerno 11 giugno 1950 40ª giornata                         | Salernitana | 2 – 1 referto | Udinese | Stadio Comunale |
| \| \| \| \| \| Flumini 9’, 49’ \| Marcatori \| 75’ Zorzi \| |             |               |         |                 |
|                                                             |             |               |         |                 |
| Flumini 9’, 49’                                             | Marcatori   | 75’ Zorzi     |         |                 |

| Arbitro: | Tassini (Verona) |

|  |           |              |
|  | Marcatori | 44’ Castaldo |

| Reggio nell'Emilia 25 giugno 1950 42ª giornata | Reggiana  | 1 – 0 referto | Salernitana | Stadio Comunale Mirabello |
| \| \| \| \| \| Corradini 4’ \| Marcatori \| \| |           |               |             |                           |
|                                                |           |               |             |                           |
| Corradini 4’                                   | Marcatori |               |             |                           |

## Statistiche

### Statistiche di squadra
| Competizione | Punti | In casa | In casa | In casa | In casa | In casa | In casa | In trasferta | In trasferta | In trasferta | In trasferta | In trasferta | In trasferta | Totale | Totale | Totale | Totale | Totale | Totale | DR |
| Competizione | Punti | G       | V       | N       | P       | Gf      | Gs      | G            | V            | N            | P            | Gf           | Gs           | G      | V      | N      | P      | Gf     | Gs     | DR |
| ------------ | ----- | ------- | ------- | ------- | ------- | ------- | ------- | ------------ | ------------ | ------------ | ------------ | ------------ | ------------ | ------ | ------ | ------ | ------ | ------ | ------ | -- |
| Serie B      | 39    | 21      | 12      | 7       | 2       | 38      | 17      | 21           | 3            | 2            | 16           | 20           | 39           | 42     | 15     | 9      | 18     | 58     | 56     | +2 |

### Andamento in campionato
| Giornata  | 1  | 2  | 3  | 4  | 5 | 6  | 7 | 8  | 9 | 10 | 11 | 12 | 13 | 14 | 15 | 16 | 17 | 18 | 19 | 20 | 21 | 22 | 23 | 24 | 25 | 26 | 27 | 28 | 29 | 30 | 31 | 32 | 33 | 34 | 35 | 36 | 37 | 38 | 39 | 40 | 41 | 42 |
| --------- | -- | -- | -- | -- | - | -- | - | -- | - | -- | -- | -- | -- | -- | -- | -- | -- | -- | -- | -- | -- | -- | -- | -- | -- | -- | -- | -- | -- | -- | -- | -- | -- | -- | -- | -- | -- | -- | -- | -- | -- | -- |
| Luogo     | T  | C  | T  | C  | C | T  | C | T  | T | C  | T  | C  | T  | C  | T  | T  | C  | C  | T  | C  | C  | C  | T  | C  | T  | T  | C  | T  | C  | C  | T  | C  | T  | C  | T  | C  | C  | T  | T  | C  | T  | T  |
| Risultato | N  | N  | P  | V  | V | P  | V | P  | V | V  | P  | N  | N  | N  | P  | P  | V  | V  | P  | P  | V  | V  | P  | P  | P  | P  | V  | P  | V  | V  | P  | N  | P  | N  | P  | N  | N  | P  | V  | V  | V  | P  |
| Posizione | 11 | 12 | 14 | 12 | 6 | 12 | 8 | 10 | 8 | 4  | 9  | 8  | 8  | 9  | 11 | 12 | 10 | 9  | 11 | 13 | 11 | 10 | 12 | 13 | 14 | 15 | 13 | 13 | 13 | 12 | 12 | 13 | 13 | ?  | 14 | 15 | ?  | 17 | 15 | ?  | 13 | 14 |

Fonte:  Serie B - Classifiche, su calciometro.it. URL consultato il 12 maggio 2019 (archiviato dall'url originale il 10 gennaio 2015).
Legenda:

Luogo: C = Casa; T = Trasferta. Risultato: V = Vittoria; N = Pareggio; P = Sconfitta.

### Statistiche dei giocatori
Fonte
| Giocatore      | Serie B  | Serie B |
| Giocatore      | Presenze | Reti    |
| -------------- | -------- | ------- |
| O. Belcastro   | 8        | 1       |
| A. Bislenghi   | 14       | 6       |
| G. D'Avino     | 26       | 7       |
| C. Caracciolo  | 2        | -5      |
| G. Casani      | 18       | 0       |
| E. Castaldo    | 29       | 6       |
| G. Dardo       | 3        | 0       |
| R. Di Paolo    | 0        | -0      |
| S. Donati      | 41       | 1       |
| D. Flumini     | 20       | 7       |
| M. Gambazza    | 40       | -51     |
| A. Giorgetti   | 31       | 14      |
| A. Grifone     | 0        | 0       |
| A. Grillo      | 0        | 0       |
| D. La Forgia   | 17       | 2       |
| F. Malacarne   | 0        | 0       |
| S. Malacarne   | 33       | 0       |
| E. Marini      | 14       | 3       |
| P. Masoni      | 2        | 0       |
| P. Miniussi    | 11       | 0       |
| A. Nonis       | 38       | 1       |
| L. Scopigno    | 0        | 0       |
| M. Scopigno    | 29       | 3       |
| R. Settembrino | 41       | 4       |
| M. Taccola     | 31       | 3       |
| G. Vissani     | 14       | 0       |